# 金子みすゞ
金子 みすゞ（かねこ みすず、本名：金子 テル〈かねこ テル〉、1903年〈明治36年〉4月11日 - 1930年〈昭和5年〉3月10日）は、大正時代末期から昭和時代初期にかけて活躍した日本の童謡詩人。約500編の詩を遺した。没後半世紀はほぼ忘却されていたが、1980年代以降に脚光を浴び、再評価が進んだ。
西條八十に激賞された幻の童謡詩人とされている。遺稿集が発掘され、出版（1984年）、深く優しい世界観が広く知られた。代表作に「私と小鳥と鈴と」「大漁」など。

## 生涯
山口県大津郡仙崎村（現：長門市仙崎）の生まれ。郡立深川高等女学校（現：山口県立大津緑洋高等学校）卒業。みすゞの母の妹の嫁ぎ先である下関の書店兼文房具店「上山文英堂」の清国の営口支店長だった父は、1906年（明治39年）2月10日、みすゞが3歳のときに清国で不慮の死を遂げる。実弟は文藝春秋社の編集者や喜劇王・古川ロッパの脚本家などとして活躍し、子役の名門であった劇団若草の創始者である上山雅輔（本名：上山正祐）であるが、幼くして母の妹（みすゞにとっては叔母）の嫁ぎ先である上山家に養子に出されている。父の死後、母・祖母・兄とみすゞは仙崎ただ一つの本屋である「金子文英堂」を営んだ。みすゞは読書家で成績優秀、大津高等女学校を総代で卒業するほどだったが、教師の「卒業後は奈良女子高等師範へ進学し、教師になったら」という勧めを断ってのことだったという。叔母の死後、実弟正祐の養父とみすゞの母が再婚したため、みすゞも下関に移り住む。
1923年（大正12年）、「金子みすゞ」というペンネームで童謡を書き始め、雑誌『童話』『婦人倶楽部』『婦人画報』『金の星』 に投稿した。この年、これら 4 誌全ての 9 月号にみすゞの投稿した 5 編の作品が一斉に掲載された。以降みすゞは次々と作品を投稿。雑誌『童話』を中心に 90 編 の作品を発表する。『童話』においては、推薦 16 編、入選 24 編、佳作 2 編の計 42 編が 掲載された。最後にみすゞが投稿し掲載された作品は『愛誦』1929年（昭和4年）5月号の「夕顔」である。1923年（大正12年）『婦人画報』9月号に掲載された「おとむらひ」は、翌年『現代抒情小曲選集』(西條八十編)におさめられた。1926年（大正15年）には、みすゞは「童謡詩人会」への入会をみとめられ、童謡詩人会編「日本童謡集」1926年版に「お魚」と「大漁」の詩が載った。童謡詩人会の会員は西條八十、泉鏡花、北原白秋、島崎藤村、野口雨情、三木露風、若山牧水など。女性では与謝野晶子と金子みすゞの二人だけだった。
1926年（大正15年）に叔父（義父）の経営する上山文英堂の番頭格で、芝居好きで酒は飲めないものの女癖の悪い宮本啓喜と結婚し、娘を1人もうける。しかし、夫はみすゞの実弟である正祐との不仲から、次第に叔父に冷遇されるようになり、女性問題を原因に上山文英堂を追われることとなる。みすゞは夫に従い、その後は子どもを連れて下関を転々とする。自暴自棄になった夫の放蕩は収まらず、後ろめたさからか、みすゞに詩の投稿、詩人仲間との文通を禁じた。
1927年（昭和2年）西條八十編『日本童謡集（上級用）小学生全集第48巻』および1928年（昭和3年）光風館編輯所 著『作文新編 巻1』に「お魚」が収載される。1929年（昭和4年）東亜学芸協会 編『全日本詩集』には「繭とお墓」（『愛誦』1927年（昭和2年）1月号が初出）が載る。1929年（昭和4年）、みすゞは「美しい町」「空のかあさま」「さみしい王女」と 題した3冊の童謡集を二組制作し西條八十と正祐（当時上山雅輔の名前で文藝春秋社の編集者をしていた）にそれぞれ託した。（現存するものは同年秋に正祐に送られたもので1925年と1926年の博文館のポケットダイアリーの書店用見本に書かれている。1冊目の「美しい町」と2冊目の「空のかあさま」は清書。3冊目の「さみしい王女」の詩には校正した跡がある）
1927年に夫からうつされた淋病を発病。1928年には夫から創作や手紙のやり取りを禁じられる。1929年頃には病状が悪化し床に臥せることが多くなる。1930年（昭和5年）、夫と別居し3歳の娘を連れて上山文英堂へ戻る。同年2月に正式な離婚が決まった（手続き上は成立していない）。みすゞは「せめて娘を手元で育てたい」と要求し、夫も一度は受け入れたがすぐに考えを翻し、娘の親権を強硬に要求。心身共に疲れ果てたみすゞは同年3月9日、近くの写真店に行って写真を撮ったあと、夜に娘を風呂に入れ、彼女が寝付いたのを見届けて2階の自室に上がり服毒自殺を図った。翌3月10日朝、正祐が自身宛に届いたみすゞの詩集（手帳3冊）を持参して自宅を訪れ、それを見て異変を察した母・ミチらによって2階で亡くなっているのを発見された。26歳没（享年28）。正祐はのちに回想録「年記」に「芥川龍之介の自殺が決定的な要因となった」と書いている。遺書を3通残しており、そのうちの1通は元夫へ向けた「あなたがふうちゃんをどうしても連れていきたいというのなら，それは仕方ありません。でも，あなたがふうちゃんに与えられるものはお金であって，心の糧ではありません。私はふうちゃんを心の豊かな子に育てたいのです。だから，母ミチにあずけてほしいのです」という娘の養育を母ミチに託すよう求めるものだった。もう1通は正祐あてに「今度だけは自分の意志を通します。さらば我等の選手 勇ましく行け」、最後の1通は叔父と母あてに「さんざんお世話をお掛けして、先立つ不孝をお許しください。くれぐれもふうちゃんの事を宜敷頼みます。今夜の月のやうに、私の心も静かです」と記されていた。法名は「釈妙春信尼」。娘はそのまま母ミチの下で育てられている。
金子みすゞの死後1930年（昭和5年）に創刊された西條八十が主宰する『蠟人形』（5月創刊号）には、みすゞの「象」と「四つ辻」の二作が載せられた。また、翌年の1931年（昭和6年）、西條八十は『蝋人形』9月号にみすゞの「繭と墓」を再掲載し「下ノ關の一夜 ── 亡き金子みすゞの追憶」と題した追悼文を残している。西條八十は、さらに1935年（昭和10年）にも『少女倶楽部』8月号と9月号に みすゞが送った童謡集のうちより「たもと」「女王さま」をそれぞれ掲載。また、9月号の方には「繭と墓」を彼女と下関で出逢った思い出の随筆をまじえて再度掲載した。戦後も1949年（昭和24年）、『蠟人形』5・6月号に西條八十選で「人形の木」が、1953年（昭和28年）の『少女クラブ』6月号には「木」と「先生」が掲載された。
その他戦前には1936年（昭和11年）東京両高等師範学校教官 合著『小学二年の家庭教師 改訂版』に「おさかな」が載った。1938年（昭和13年）福富武人, 長谷執持 編『詩華集　山口県詩選 』には「杉の木」と「土」が掲載された。 1942年（昭和17年）石島賢二 著『工場の娘と共に生きる  或る労務者の手記』には「女王様」と「繭と御墓」が掲載された。

## 作品
代表作には「私と小鳥と鈴と」や「大漁」 (初出:『童話』1924年（大正13年）年 4 月号) などがある。
仙崎は古くから捕鯨で成り立っていた漁師の村であった。鯨に対する畏敬の念から鯨墓が存在する。金子みすゞは鯨の供養のために、鯨法会をする地域の慣わしに感銘し「鯨法会」という作品を書いている。自然とともに生き、小さないのちを慈しむ思い、いのちなきものへの優しいまなざしが、金子みすゞの詩集の原点ともいわれ、「お魚」「大漁」などに繋がっている。
「私と小鳥と鈴と」
　　　私が両手をひろげても、
　　　お空はちっとも飛べないが
　　　飛べる小鳥は私のように、
　　　地面を速くは走れない。
　　　私がからだをゆすっても、
　　　きれいな音は出ないけど、
　　　あの鳴る鈴は私のように
　　　たくさんな唄は知らないよ。
　　　鈴と、小鳥と、それから私、
　　　みんなちがって、みんないい。

## 忘却と再発見

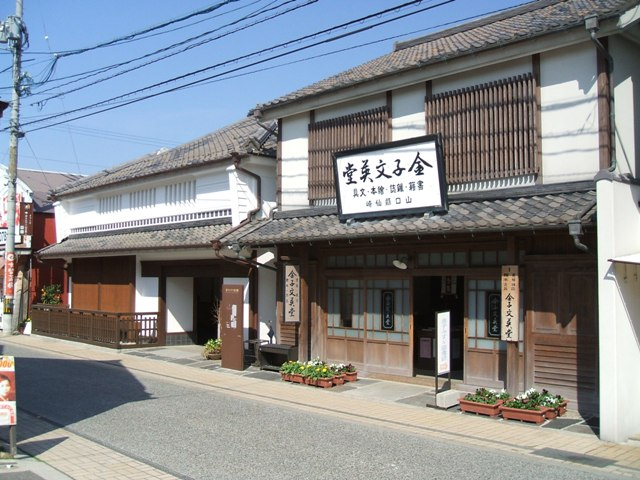
生家跡に建てられた金子みすゞ記念館

1954年、巽聖歌 等著 『日本幼年童話全集 第7巻（童謡篇）』（河出書房）に「おとむらいの日」「たいりょう」「いなかの　え」「おさかな」「つゆ」「ふうせん」「つつじ」「がらす」「いなか」「すずめ」が載った。1957年、童謡詩人与田準一編の『日本童謡集』（岩波文庫）に「大漁」 が収載された。1958年、『現代国民文学全集 第36巻』（角川書店）にも与田準一選により「大漁」が収載された。1961年、『世界童話文学全集 第18巻』（講談社）には「つゆ」が収録された。1963年、『日本児童文学全集（15）』（偕成社）には「たいりょう」と「つゆ」が載った。
1969年、佐藤義美編『大正昭和初期・名作24人選――どうよう』（チャイルド本社）には「露」が収載された（「露」の初出は『童話』1926年4月号）。金子みすゞの同時代の投稿詩人壇上春清が1970年に雑誌『童謡』の1923年9月号から1926年6月号に掲載された作品29編と、西條八十主宰の『蝋人形』1931年9月号に載った「繭と墓」 (初出は『愛誦』1927年1月号) をまとめた「金子みすゞ童謡集　繭と墓」を出版した。
金子みすゞの詩は長らく忘れられていた。童謡詩人の矢崎節夫が大学1年生だった1966年、岩波文庫『日本童謡集』所収のうちの唯一の金子みすゞ作品「大漁」を読んで感動し、以後16年、作品探しなど金子みすゞの足跡を探した。みすゞの実弟と巡り会って保管されていた遺稿集3冊およびみすゞの写真4葉（下関市黒川写真館にて1923年に20歳の時に撮影した写真、姉弟で撮影した写真、結婚記念写真、下関市三好写真館にて1930年3月9日に撮影した写真）等を委ねられ、1984年に『金子みすゞ全集』（JULA出版局）として刊行した。
1987年には、いち早く上山雅輔により劇団若草で、みすゞの朗読とマイム（無言劇）の舞台が企画上演されており、下関、山口、長門各市でも地元仙崎小学校の子どもたちの応援出演が加わった公演が行われた。
東京大学の入試問題（1985年国語第二問）には「積もった雪」「大漁」が採用されている。現在では代表作「わたしと小鳥とすずと」が小学校の国語教科書に採用されることも多い。
また、このことをきっかけに地元長門でもみすゞの再評価が行われることとなり、1983年6月に「長門みすゞ(の)会」が発足。1986年年には「金子みすゞ顕彰会」が設立された（多くのみすゞ会のメンバーはこの顕彰会にも属し、顕彰会が出来た後もみすゞ会の活動を継続した）。長門市駅南のショッピングセンター「ウェーブ」内に1992年10月に開設された初代の「金子みすゞ記念館」は金子みすゞ顕彰会により管理されていた。2006年にはNPO法人化され「特定非営利活動法人金子みすゞ顕彰会」となっている。生誕100年目にあたる2003年4月11日には生家跡に金子みすゞ記念館が開館。矢崎は館長に就任した。
一方、『長周新聞』によると、かつて同紙の主幹であった福田正義が矢崎をはるかに遡る1937年、雑誌『話の関門』の中で金子みすゞの生涯と作品を紹介したとしている。ただし、当時の福田の紹介は地元（下関）の雑誌で掲載されたものであり、後の矢崎の紹介ほど広く知らしめるには至らなかった。
また、下関市唐戸地区の寿公園をはじめとするゆかりの場所にはみすゞの詩碑が設置され、金子みすゞが亡くなった上山文英堂本店跡地に「金子みすゞ詩の小径」と銘うたれた碑があり、これらを巡るルートが散策コースとされている。
現在では下関市の下関市立文関小学校、下関市立名池小学校と長門市の長門市立通小学校、長門市立仙崎小学校との間で『金子みすゞ交流会』が交互に場所を移して開催されるなど、学校教育の中にも金子みすゞの詩を取り入れる動きがある。

## 音楽化と詩の広まり
みすゞの詩は元々曲をつけられることを想定したものではなかったが、詩作への評価の広まりとともに、童謡・歌曲・合唱曲として中田喜直、池辺晋一郎、吉岡しげ美、李政美、沢知恵、野田淳子、石若雅弥、弓削田健介、童謡ポップス調のファンタジックな世界観が特徴のシンガーソングライターちひろをはじめとする作曲家や歌手によって広く作曲されている。西村直記、大西進のように、全ての詩に付曲した者もいる。2006年12月には「私と小鳥と鈴と」の詩に、作曲家の杉本竜一が曲を作り、テノール歌手新垣勉がアルバム「日本を歌う」内で発表している。この楽曲は、その年のNHK「みんなのうた」でも放送された。またピアニスト・作曲家の小原孝は、2006年、第17回奏楽堂日本歌曲コンクールにおいて「こぶとり〜おはなしのうたの一」に作曲し、中田喜直賞を受賞。作曲家である浜圭介は、盟友大津あきらの墓所を訪れたことをきっかけにみすゞを知り、その壮大な世界観をフルオーケストラで表現したいと、8編に作曲。編曲：服部隆之、指揮：佐渡裕、演奏：新日本フィルハーモニー交響楽団、テノール：佐野成宏、ソプラノ：佐藤しのぶというメンバーでのレコーディングを経て、CD『みすゞのうた-金子みすゞmeets浜圭介』(avex-CLASSICS) をリリースしている。
小中学生のクラス合唱曲を中心に作品を発表している弓削田健介が作曲した「わたしと小鳥とすずと」「こだまでしょうか」「大漁」「星とたんぽぽ」「明るいほうへ」「不思議」は、従来にない「大人の合唱団や声楽家が歌うことを想定していない」が特徴で、教室の普通の子どもたちが楽しく歌える「とにかく明るい金子みすゞ」シリーズとして、歌って踊れる曲調となっている。
金子みすゞと同郷のシンガーソングライターちひろは、みすゞの詩の50編近くに作曲し歌っており、2004年から2010年の間に、1stCDアルバム『わたしと小鳥とすずと』、2nd『星とたんぽぽ』、3rd『大漁』、4th『花のたましい』、ベストアルバム『私と小鳥と鈴と』と『明るい方へ』をリリースしている。また2016年には、セルフカヴァーとして自身の11作品目のアルバムとなる「RE*BORN -リボーン 金子みすゞ-」を発売し、金子みすゞの詩14編と矢崎節夫（童謡詩人・金子みすゞ記念館館長）の2編を収録、編曲には西本明や小西輝男などのミュージシャンも参加している。
ちひろ作曲の「私と小鳥と鈴と」「星とたんぽぽ」の2曲は、正進社発刊の歌集「さあ歌おう（山口県版）」にも掲載されており、帝国書院発刊『歌がつむぐ日本の地図』の山口県ページには『鯨法会』が紹介、『金子みすゞの110年』（JULA出版局）には、ちひろCD『私と小鳥と鈴と』が画像付きで掲載されている。
2011年、パーソナリティをちひろが務めたエフエム山口制作特別番組『こだまでしょうか〜今、金子みすゞの心を聴きたい〜』では矢崎節夫らのインタビューを交え、長門市通地区にある向岸寺の「鯨法会」（鯨回向）の様子も紹介したもので、第7回日本放送文化大賞ラジオ部門の準グランプリを受賞し全国放送された。
2022年、日本民間放送連盟賞 中国四国地区ラジオ番組部門エンターテインメント番組にて「ちひろDEブレイク特別番組ー金子みすゞがつなぐ人と人ー」（パーソナリティ：ちひろ　制作：KRY山口放送）が優秀賞を受賞。
また、金子みすゞの故郷、山口県長門市では、正午を知らせる防災無線の音楽として、ちひろが作曲した金子みすゞの詩「一寸法師」の曲が市内全域に流れている。
2005年から6年間、tysテレビ山口「週末ちぐまや家族」のエンディングソングに『星とたんぽぽ』（詩/金子みすゞ 作曲・歌/ちひろ）が起用された。
2022年11月19日には、金子みすゞの母校にあたる長門市立仙崎小学校「創立150周年記念 みすゞまつり」にて、記念コンサート『ちひろコンサート 明るいほうへ～金子みすゞの心とともに～』が催された。
2023年1月31日、NHK山口放送局「情報維新! やまぐち」の番組内で、ちひろが長野亮アナウンサーと共に長門市立金子みすゞ記念館から生中継。館内を紹介後、みすゞギャラリーから長野亮アナウンサーのギター伴奏でちひろが歌う「私と小鳥と鈴と」（作曲：ちひろ）の生歌が放送。
2023年2月10日、NHK「にっぽん列島夕方ラジオ」（夕方5：05～5：55）の放送枠で、金子みすゞ生誕120年を記念した番組「中国！ちゅーもく！ラジオYAMAGUTIC」～金子みすゞに触れる50分～が、全国の多くの地域で放送された。出演はシンガーソングライターのちひろ、金子みすゞ記念館の矢崎節夫館長、長野亮アナウンサー。この番組は、2月5日に金子みすゞの母校・長門市立仙崎小学校の音楽室にて公開収録されたものである。
2024年8月30日、NHK「ラジオ深夜便」（深夜11：05～）で「金子みすゞ特集！」を放送。長野亮アナウンサーとシンガーソングライターのちひろが進行し、金子みすゞ記念館矢崎節夫館長のロングインタビューも番組内で放送。大きな反響を呼んだ。
2025年2月21日、シンガーソングライターちひろが長門市公認「金子みすゞアンバサダー」に就任。金子みすゞ記念館矢崎節夫館長が同席の中、金子みすゞの故郷、長門市の江原市長から委嘱状を受け取った。
NHK Eテレの子供向け番組『にほんごであそぼ』では、狂言として野村萬斎がアレンジした「大漁」が、番組内での歌として「私と小鳥と鈴と」が使用されているほか、みすゞの詩のフレーズを題材にした回も複数製作されている。
みすゞの作品の一つ「こだまでしょうか」（原題「こだまでせうか」）を取り上げたACジャパンのCM（歌手・UAによる朗読）が、東北地方太平洋沖地震に伴うCM差し替えにより多く露出したことにより「金子みすゞ全集」の売り上げが伸び、地震の影響で重版が困難なことから『金子みすゞ童謡集「こだまでしょうか」』として急遽電子書籍化されるなどの広まりが見られる。また、「こだまでしょうか」独特の語調をパロディにした作品がインターネット上で広まるなどの話題を呼んでいる。この影響もあって、金子みすゞ記念館の入場者数が急増、2015年11月17日には150万人を突破した。
また、フレーベル館の公式YouTubeチャンネルでは「金子みすゞこどもうたプロジェクト」と銘打ち、第一弾として「桃」「子供の時計」それぞれの詩にメロディをつけ、現代的なポップスに仕上げた楽曲のショートバージョンが公開され、フレーベル館提供のテレビ東京系列、朝の幼児番組きんだーてれび内にてエンディングテーマとして放送された。

## 著作権と商標について
金子みすゞの作品そのものの著作権は作者であるみすゞの死後30年を過ぎており消滅している（「著作権の保護期間」参照。旧著作権法（明治32年法律第39号）では、著作権の保護期間は著作者の死後30年までと規定されていたため1960年（昭和35年）には保護期間が切れている）。しかし、「金子みすゞ著作保存会」（保存会設立の主旨については『文藝別冊 総特集 金子みすゞ 没後70年』〈河出書房、2000年〉所収の、みすゞの実娘へのインタビュー記事「母のこと、そして詩人みすゞのこと」〈聞き手：矢崎節夫〉に詳しい）は、みすゞ作品を利用する際には同会の許可を得るよう求めている。その理由としてJULA出版局は、「大漁」（初出:『童話』1924年（大正13年）年 4 月号）をはじめとする90 編 の作品を除き、著作の大半が生前未発表であったこと、ならびに未発表作品を一般に広めるきっかけとなった『金子みすゞ全集』（JULA出版局）による二次的著作権の存続を挙げている。このこともあり、みすゞ作品は青空文庫にも収録されていない。 著作権法では、二次的著作物を「著作物を翻訳し、編曲し、若しくは変形し、又は脚色し、映画化し、その他翻案することにより創作した著作物をいう」と定義しており、これに該当するとの解釈である。（『金子みすゞ全集』 の編集者は与田準一、まどみちお、清水たみ子、武鹿悦子、矢崎節夫）同会の金子みすゞの詩・写真の使用許可においては以下の条件が定められている。（実弟上山雅輔（本名：上山正祐）が保有していた写真は同会が保存・管理） 
この点には、矢崎らの「金子みすゞ著作保存会」の姿勢に対して疑念を持つ者も存在し、福田による紹介を取り上げた『長周新聞』も、著作を独占しているとして矢崎を記事内で批判している。
「金子みすゞ」は株式会社ジュラ出版局により商標登録されている。(登録番号第4442128号、第5998917号)　また、「みすゞの詩」は大津酒類醸造有限会社が商標登録し（登録番号第5571342号）、「みすゞうた」は 田村駒株式会社が商標登録している（登録番号第5637239号、登録番号第5665036号）。

## 関連作品
また、みすゞの数奇な人生は後に映画・テレビドラマ・舞台などで演じられており、劇中で詩作が紹介されることも少なくない。
伝記小説
- みすゞと雅輔（松本侑子著）、新潮社、2017年。

イラスト
- わたしの金子みすゞ（ちばてつや・画）、メディアファクトリー、2002年／ちくま文庫、2022年

映画
- みすゞ（紀伊國屋書店制作、監督：五十嵐匠、主演：田中美里）、2001年。

ドラマ
- NHKスペシャル「No.853 こころの王国 童謡詩人 金子みすゞの世界」（NHK制作、演出：今野勉、主演：小林綾子）、1995年。
- 明るいほうへ 明るいほうへ（TBS制作、プロテューサー：石井ふく子、主演：松たか子）、2001年。
- 金子みすゞ物語〜みんなちがってみんないい〜（TBS制作、プロテューサー：石井ふく子、主演：上戸彩）、2012年。

舞台
- 空のかあさま（作：大薮郁子、演出：石井ふく子、主演：斉藤由貴）、2001年。
- 私の金子みすゞ（演劇集団 円、演出：小森美巳、主演：高橋理恵子）、2002年、2004年。
- 空のかあさま（作：大薮郁子、演出：石井ふく子、主演：藤田朋子）、2003年。
- 金子みすゞ 最期の写真館（作・演出：早坂暁、主演：小野山千鶴）、2005年
- みすゞとテルと母さまと（台本・総合演出：鈴木理雄、演出：小笠原響、主演：純名りさ）、2007年。
- 金子みすゞ いのちへのまなざし〜詩と歌と物語〜（主演：保谷果菜子）
- 空のハモニカ -わたしがみすゞだった頃のこと-（てがみ座、作：長田育恵、演出：扇田拓也、主演：石村みか）、2011年、2013年。

漫画
- ゼロ THE MAN OF THE CREATION 第263話（単行本第41巻収録）「薄幸の童謡詩人・金子みすゞ」にてかなり詳しい心情・実情等も取り上げられている。
- 花もて語れ 第21話（単行本第5巻収録）「麦藁編む子の唄」の朗読を通して2通りの解釈が紹介されている。
- 風を抱く人 幻の童謡詩人金子みすゞ世紀の女たち第2回（集英社 YOU、1999年収録）原作/高田郁、作画/高瀬理恵

講談
- 金子みすゞの伝（作：一龍斎春水、口演：一龍斎春水）、2007年より継続。

テレビ番組
- 知ってるつもり?! 1994年。
- にほんごであそぼ「私と小鳥と鈴と」（作曲：BANANA ICE、編曲：周防義和）、「きりぎりすの山登り」（曲：おおたか静流）、「さよなら」（曲：周防義和）、「星とたんぽぽ」（曲：おおたか静流）、「蜂と神さま」（曲：周防義和）、「大漁」（狂言：野村萬斎）
- わかる国語 だいすきな20冊「大漁」（朗読：大竹しのぶ、先生役：鴻上尚史）、2003年。
- みんなのうた「私と小鳥と鈴と」（歌：新垣勉、作曲：杉本竜一、編曲：美野春樹、アニメ：南家こうじ）、2006-2007年。
- 歴史秘話ヒストリア 第87回「愛と悲しみの“こだまでしょうか”～大正の詩人・金子みすゞの秘密～」（主演：宮嶋麻衣）、2011年。
- 視点・論点「金子みすゞと私」（出演：矢崎節夫）、2013年。
- 100分de名著「金子みすゞ詩集」（解説：松本侑子）、2022年。

ラジオ番組
- みすゞさんと明るいほうへ（パーソナリティ：シンガーソングライター ちひろ）コミュニティFM全国9局放送、2021年4月-

TVCM
- ACジャパン「蜂と神さま」（朗読：多部未華子、2011年度中四国地域キャンペーン）、「こだまでしょうか」（朗読：UA、2010年度東京地域キャンペーン、2011年ユーキャン新語・流行語大賞トップ10入選）
- 非破壊検査株式会社「すずめのかあさん」「星とたんぽぽ」（TV CM、金子みすゞ編）